# Dieselpartikelfilter
Partikelfiltre er filtre, hvis hovedformål er at få køretøjer til at forurene mindre. Dette sker ved et system bygger på SiC (siliciumkarbid) filterelement, som er et meget robust filtermateriale, der kan klare temperaturer op til 2.000 °C. Ved hjælp af et additiv som tilsættes i dieselolien sænkes antændelsestemperaturen for soden til den normale driftstemperatur for udstødningsgassen, dvs. ca. 300 °C. SiC-filteret viser specielt sin styrke når soden ikke kan antændes ved en meget lav udstødningstemperatur. Den uforbrændte sod bliver blot opsamlet i filteret og når udstødningstemperaturen er høj (over 300 °C) vil soden blot forbrænde i filtret. 